# Giulio Andreotti

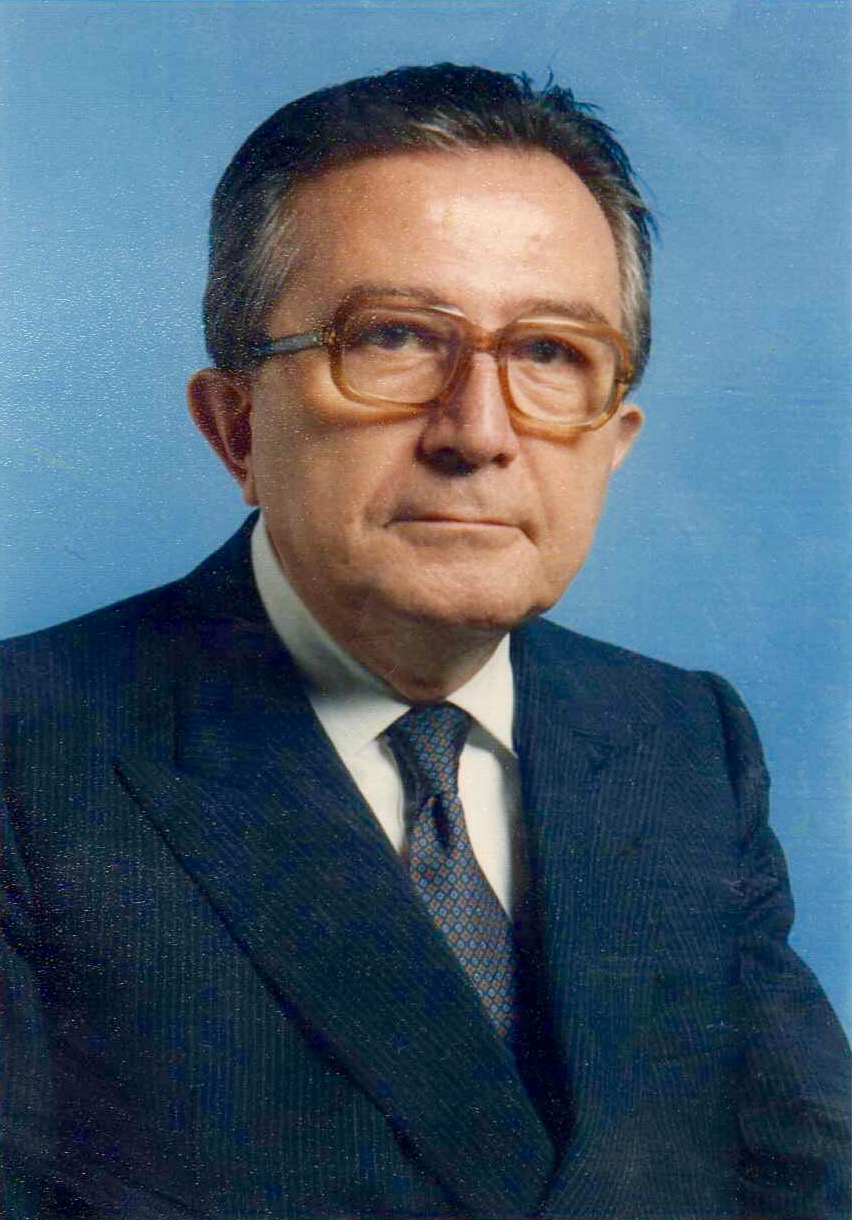
Giulio Andreotti (1991)

Giulio Andreotti [ˈʤuːljo andreˈɔtti] (* 14. Januar 1919 in Rom; † 6. Mai 2013 ebenda) war ein italienischer Politiker und einer der wichtigsten Vertreter der Democrazia Cristiana (DC). Er war außerdem als Schriftsteller und Journalist tätig.
Andreotti stand während der zweiten Hälfte des 20. Jahrhunderts im Zentrum der italienischen Politik. Er war auf verschiedenen Ministerposten an insgesamt 33 Regierungen (von 54 zwischen 1945 und 1999) beteiligt und dabei sieben Mal italienischer Ministerpräsident. Er war jüngstes Mitglied der Verfassunggebenden Versammlung und 1948–1991 Abgeordneter im italienischen Parlament. Vom Staatspräsidenten Francesco Cossiga wurde er am 31. Mai 1991 zum Senator auf Lebenszeit ernannt.
Andreotti wurde der Verwicklung mit der Mafia beschuldigt, ein Gerichtsverfahren wegen Anstiftung zum Mord wurde nach einer zweitinstanzlichen Verurteilung aufgehoben und 2003 wegen Verjährung eingestellt. 2004 fand ein anderes Gerichtsverfahren mit einem letztinstanzlichen Freispruch seinen Abschluss.
In Bezug auf seine lange politische Karriere wird er häufig als Urheber des Satzes „Die Macht reibt nur den auf, der sie nicht hat“ angegeben, er zitierte hierbei jedoch Talleyrand.

## Leben
Giulio wurde als drittes Kind des Grundschullehrers Filippo Alfonso Andreotti (1888–1921) und dessen Frau Rosa Falasca (1890–1976) in Rom geboren. Er wuchs in bescheidenen Verhältnissen auf. Die Familie bewohnte ein Haus in der Via dei Prefetti, das seiner Tante Mariannina gehörte. Die Grundschule besuchte er in der Piazza della Maddalena und später auch das Gymnasium. Seine religiöse Erziehung erfolgte in der Familie und durch die Pfarrei Santa Maria in Aquiro. Während dieser Zeit wurde er auch Messdiener in seiner Kirchgemeinde. Nach dem Schulbesuch nahm er ein Studium der Rechtswissenschaften an der Universität La Sapienza in Rom auf und engagierte sich in der katholischen Studentenbewegung. In dieser Zeit lernte er auch den Präsidenten Aldo Moro kennen.
Das juristische Examen legte Andreotti 1941 ab. Doch eigentlich wollte er Journalist werden. Er setzte aber dann, nach einer Freistellung vom Wehrdienst, sein Studium mit der Spezialisierung im Kanonischen Recht fort. In seiner Dissertation befasste er sich mit dem Thema „Das Ziel von Kirchenstrafen“.

### Beginn der politischen Karriere
Während der Zeit des italienischen Faschismus engagierte sich Giulio Andreotti in der Vereinigung Katholischer Universitäten – der FUCI. In seiner Position als FUCI-Präsident gab er die Wochenzeitschrift „Azione Fucina“ heraus. Während seiner Präsidentschaft kam er auch mit Vertretern des Widerstandes zusammen. So vor allem mit dem Antifaschisten Alcide De Gasperi (1881–1954), dem er zeitlebens eng verbunden blieb. Dieser bewog ihn zur Mitarbeit in der damals illegal erscheinenden Zeitschrift Il Popolo. Während dieser Zeit schrieb er aber auch Artikel für die Rivista del Lavoro, eine Publikation der faschistischen Propaganda. Im August 1944 legte er die FUCI-Präsidentschaft nieder, um sich noch stärker in der Öffentlichkeit politisch engagieren zu können.
So wurde er im August 1944 in den Nationalrat, den Führungskreis der Democrazia Cristiana, gewählt. Hier war er maßgeblich für die Jugendarbeit der Partei verantwortlich. Am 2. Juni 1946 wurde er Mitglied der verfassunggebenden Versammlung und war damit der jüngste Abgeordnete in diesem Gremium. 1947 wurde er für den Wahlbezirk Rom-Latina-Viterbo-Frosinone erstmals zum Mitglied der Deputiertenkammer gewählt.
Ebenfalls seit 1944 war Andreotti enger Mitarbeiter des späteren Ministerpräsidenten De Gasperi. Als dessen Vertrauter wurde er Direktor der Wochenzeitschrift „La Punta“. Zwischen den beiden gab es große charakterliche und methodische Differenzen, sodass Indro Montanelli einmal formulierte, „wenn sie zusammen in die Kirche gingen, sprach De Gasperi mit Gott, Andreotti mit dem Priester“. Andreotti neigte eher zum Pragmatismus und konkreten politischen Zielen.
Am 16. April 1945 heiratete Guilo Andreotti Livia Danese. Aus der Ehe gingen vier Kinder hervor: Lamberto, Stefano, Marilena und Serena.

### Regierungsbeteiligungen in den 1950er und 1960er Jahren

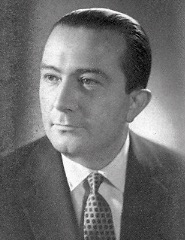
Giulio Andreotti (1963)

Von 1947 bis 1954 war Andreotti zweiter Staatssekretär in der vierten Regierung unter De Gasperi. Es folgten zahlreiche weitere Regierungsbeteiligungen. So leitete er in dieser Regierung bis 1958 das Finanzressort. Während dieser Zeit war er mitbeteiligt am Zustandekommen der Römischen Verträge zur Gründung der EWG und an der Gründung der europäischen Atomenergiebehörde EURATOM. In dieser Leitungsposition führte er den Kampf gegen den Schmuggel von Ölprodukten.
In dieser Zeit sammelte er eine Gruppe von rechtsgerichteten Geistlichen um sich, die bereits 1952 mit Billigung des Vatikans versucht hatten, in den Senat einzuziehen. Sie begannen eine Pressekampagne, die Piero Piccioni, den Sohn des Außenministers Attilio Piccioni, mit dem Mord an Wilma Montesi in Verbindung brachte. Die entstehende Affäre führte zum Rücktritt Piccionis. Auf diese Art verdrängten Andreotti und seine Leute die Anhänger De Gasperis aus der Parteiführung.
Auch in der Regierung von Amintore Fanfani ab Juli 1958 übernahm Andreotti das Amt des Finanzministers. Im August des gleichen Jahres wurde er in die Cosa-Nostra-Affäre um Tommaso Buscetta und Antonino Giuffrè verwickelt, jedoch im Dezember desselben Jahres von allen Anschuldigungen freigesprochen. Dagegen rügte ihn eine parlamentarische Untersuchungskommission 1961–1962 wegen Unregelmäßigkeiten beim Bau des Flughafens Rom-Fiumicino.
Am 20. November 1958 ernannte die Nationalversammlung des COMI Andreotti einstimmig zum Präsidenten des Organisationskomitees der Olympischen Sommerspiele 1960 in Rom.
Ab 1959 wurde er in der zweiten Regierung von Amintore Fanfani als Verteidigungsminister tätig. Unter seiner Leitung begannen die Modernisierung der italienischen Streitkräfte und die Beschaffung von Atom-U-Booten. 1964 gab es Planungen für einen Staatsstreich der Carabinieri (Piano Solo) durch Giovanni De Lorenzo und weitere Mitglieder des Geheimdienstes SIFAR, die belastende Akten über insgesamt 157.000 Bürger und Politiker angelegt hatten. Andreottis Ministerium wurde nach einer entsprechenden Gesetzesänderung mit der Beseitigung der Akten beauftragt. Diese wurden jedoch fotokopiert, an die Freimaurerloge Propaganda Due unter Licio Gelli geschickt und ins Ausland verbracht, entgegen der Anordnung des parlamentarischen Untersuchungsausschusses, nach welcher sie in einer Müllverbrennungsanlage in Fiumicino beseitigt werden sollten.

### Erste Ministerpräsidentschaft

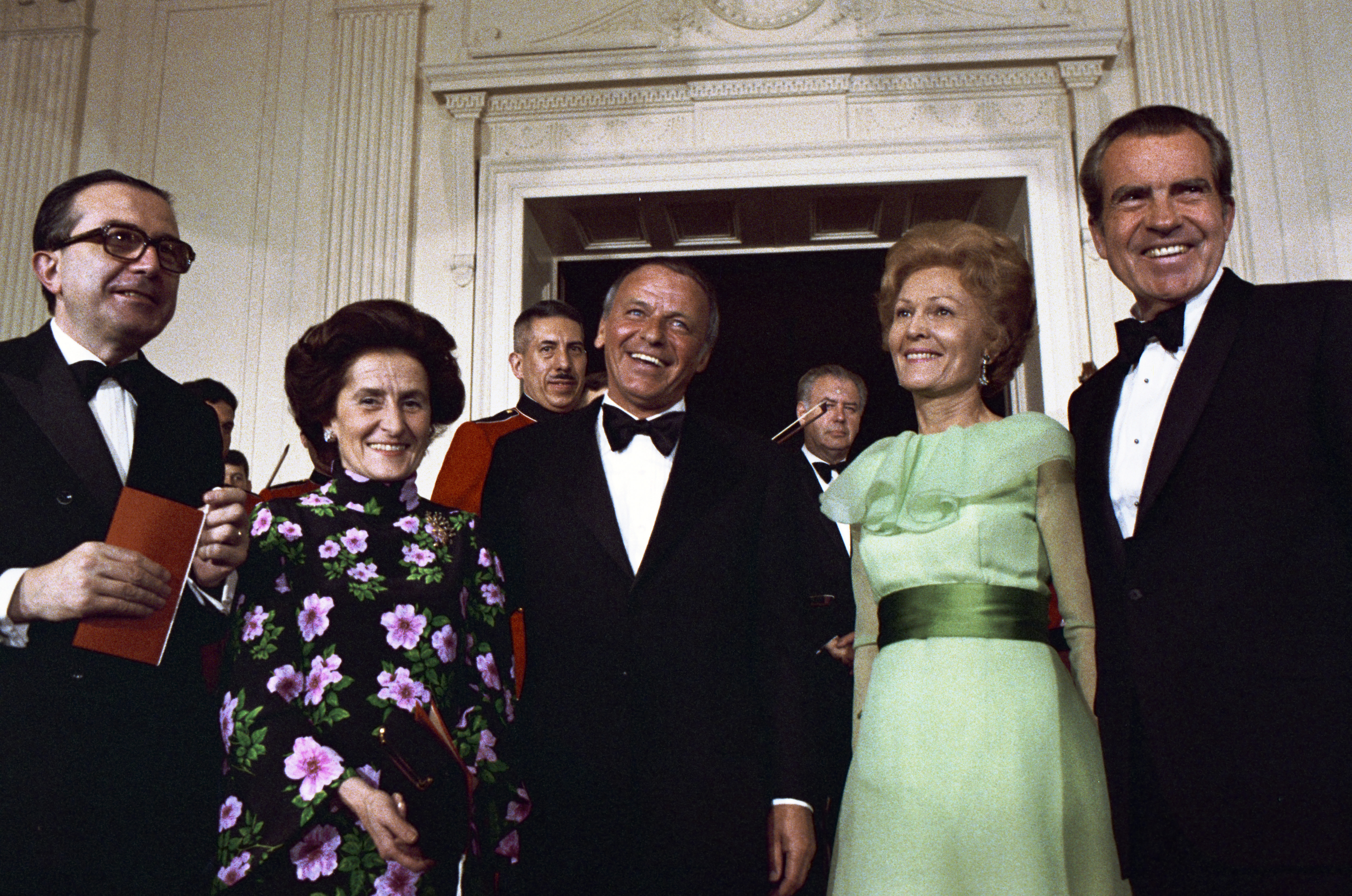
Andreotti (links) im Jahr 1973 zusammen mit Frank Sinatra und Richard Nixon

Von 1972 bis 1973 war Andreotti erstmals Ministerpräsident. In seiner Außenpolitik vermittelte er zwischen den verschiedenen Strömungen innerhalb der DC und bemühte sich um den Aufbau intensiver Beziehungen im Sinne einer Entspannungspolitik. Er verteidigte einerseits die Idee der NATO und etablierte andererseits Beziehungen mit den Ländern des Mittelmeerraums und der arabischen Welt. Nach Unterzeichnung der Schlussakte von Helsinki, die eine weitere Demokratisierung der Länder des Ostblocks versprach, nutzte Andreotti die Gelegenheit für die Etablierung wirtschaftlicher Beziehungen zwischen Italien und der Sowjetunion.
Als Verteidigungsminister gab er 1974 Massimo Caprara ein berühmtes Interview, in welchem der institutionelle Schutz des Hauptbeschuldigten Guido Giannettini im Prozess um den Bombenanschlag auf der Piazza Fontana von 1969 enthüllt wurde. Andreotti wurde 1982 von der Anschuldigung der Inschutznahme Giannettinis freigesprochen.

### Historischer Kompromiss
1976 verlor die Regierung unter Aldo Moro die Unterstützung durch die Sozialisten im Parlament, sodass eine vorgezogene Neuwahl durchgeführt werden musste, aus der die Kommunistische Partei Italiens (Partito Comunista Italiano, PCI) unter Enrico Berlinguer gestärkt hervorging. Die DC blieb zwar stärkste Kraft, jedoch mit nur wenigen Stimmen Abstand. Aufgrund der guten Wahlergebnisse forderte Berlinguer im Sinne des Historischen Kompromisses eine Regierungsbeteiligung, die auf Seiten der DC von Aldo Moro stark befürwortet wurde.

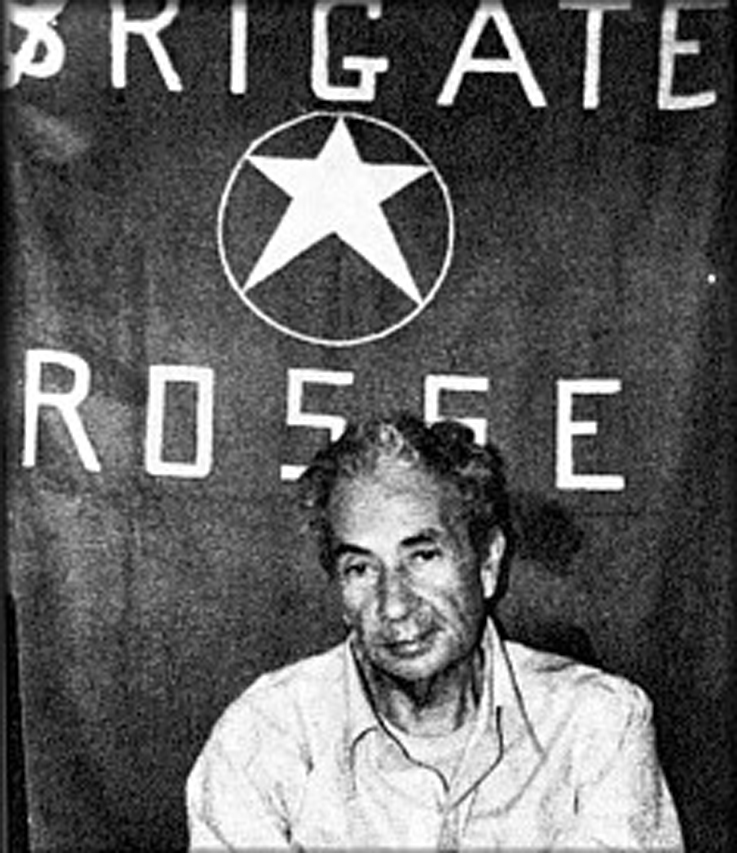
Aldo Moro in Gefangenschaft der Roten Brigaden

Andreotti wurde mit der Bildung einer Regierung beauftragt, die dann auch im Juli 1976 zustande kam. Die Regierung zerfiel 1978. Wenige Tage vor seiner Entführung durch die Roten Brigaden drang Aldo Moro auf eine neue Regierung unter Andreotti, eine Minderheitsregierung, die durch fast alle Parteien (mit Ausnahme von MSI, PLI und SVP) toleriert werden sollte. Die Möglichkeit dazu äußerte sich in einer positiven Vertrauensfrage. Nach der Entführung Moros kam die Minderheitsregierung Nationale Solidarität zustande, obwohl Andreotti nicht alle Forderungen der PCI umsetzen wollte, was in der Partei Unzufriedenheit auslöste. Er lehnte jegliche Verhandlungen mit den Terroristen ab und vertrat eine „Linie der Härte“. Die Ermordung Moros im Mai 1978 gab ihm genug Rückhalt, um einschneidende Gesetze durchzusetzen, wie beispielsweise eine Gesundheitsreform. Das Gesuch der Kommunisten, stärker an der Regierung beteiligt zu werden, wurde von der DC abgelehnt. Als Konsequenz daraus trat Andreotti im Januar 1979 zurück.
Bei der Bildung von Regierungskoalitionen vertrat Andreotti eine „Strategie der zwei Öfen“ (strategia dei due forni), nach der er sich für eine relative Mehrheit entweder an die kommunistische PCI oder die sozialistische PSI wandte, je nachdem, welche von beiden „den Preis des Brotes am günstigsten macht“. Dies führte lange Zeit zu Verstimmungen mit Bettino Craxi (PSI): Es erniedrigte ihn, dass Andreotti 1979 den Termin für vorgezogene Neuwahlen in Italien auf eine Woche vor den ersten Europawahlen festgelegt hatte (einen Antrag der PSI missachtend, die ein Zusammenfallen der Termine für günstiger hielten), und die Beziehungen waren gänzlich erschüttert, als die illegale Finanzierung von gegen Craxi gerichteten innerparteilichen Strömungen von diesem auf das Umfeld von Andreotti zurückgeführt wurde. Craxi legte daraufhin Veto bei allen Regierungsbildungen der folgenden Legislaturperiode ein – es waren damit neben der Zeit von 1968 bis 1972 die wenigen Jahre der ersten Republik, in denen Andreotti keinen Regierungsposten innehatte.

### Außenminister und letzte Ministerpräsidentschaft

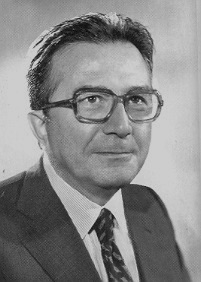
Giulio Andreotti (1979)

Von 1979 bis 1983 war Andreotti Vorsitzender des Ausschusses für auswärtige Angelegenheiten. 1983 wurde er in der ersten Regierung Craxi zum Außenminister ernannt, einen Posten, den er in den folgenden Regierungen bis 1989 behalten sollte. Aufbauend auf seine jahrzehntelangen Erfahrungen als Politiker vermittelte er im Dialog zwischen den USA und der UdSSR. Innerhalb der Regierung kam es zu mehreren Zusammenstößen mit Craxi; bei der pro-arabischen Außenpolitik waren sich jedoch beide einig, und sie traten zusammen für eine Verhandlungslösung der Entführung des Schiffes Achille Lauro ein.
Aufgrund dieser Entwicklungen wurde er dann zum Vermittler zwischen Craxi und der DC, deren Beziehungen alles andere als gut waren. Zusammenstöße zwischen dem charismatischen Sozialistenführer und dem christdemokratischen Generalsekretär Ciriaco De Mita waren an der Tagesordnung. Zeitungen sprachen schließlich vom Dreieck CAF (Craxi-Andreotti-Forlani). Als diese 1989 in gemeinsamer Absprache De Mita die Ministerpräsidentschaft entzogen, wurde Andreotti ein letztes Mal dieses Amt zugetragen, das er bis 1992 innehatte. Nach dem Fall der Berliner Mauer gehörte er zu den Spitzenpolitikern in der EWG, die die deutsche Wiedervereinigung verhindern wollten. Er erklärte dazu: „Ich liebe Deutschland so sehr, dass mir zwei davon lieber gewesen wären.“
Am 3. August 1990 informierte Andreotti im Rahmen einer Parlamentsanfrage die Öffentlichkeit erstmals über die Existenz der Organisation Gladio, die bei einem gegnerischen Einmarsch und einer Besetzung des Landes aktiv geworden wäre.

### Senator auf Lebenszeit

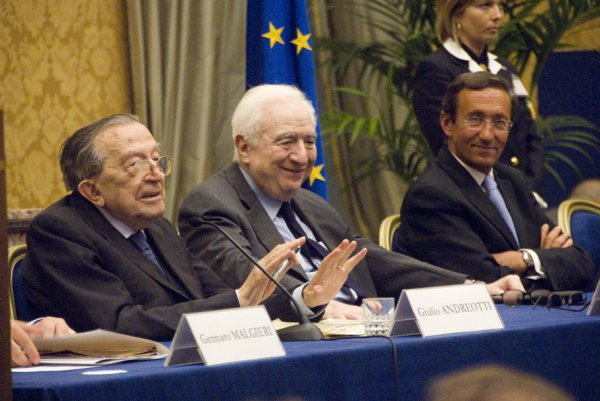
Giulio Andreotti (links) 2008

Im Mai 1991 wurde Giulio Andreotti durch Staatspräsident Francesco Cossiga für seine politischen Verdienste zum Senator auf Lebenszeit ernannt. Im Jahr darauf wurde er selbst als einer der Kandidaten für das Amt des Staatspräsidenten gehandelt. Diese Kandidatur kam allerdings durch den Mord an dem italienischen „Mafia-Jäger“ Giovanni Falcone in Palermo nicht zustande, nachdem zwei Monate vorher bereits Salvo Lima durch die Mafia umgebracht worden war. Andreotti und seinen Anhängern, die man immer wieder der Verwicklungen mit der Mafia verdächtigte, wurde Unfähigkeit in der Bekämpfung der organisierten Kriminalität vorgeworfen.
Aufgrund einer schweren Korruptionsaffäre in Mailand, der sogenannten Tangentopoli, lösten sich DC und PSI 1994 im Zuge der juristischen Untersuchungen Mani pulite (Saubere Hände) auf. Die Partei nannte sich zurück in Partito Popolare Italiano (PPI), aus der sie in den 1940er Jahren hervorgegangen war.
Nach den Parlamentswahlen 2006, die von Romano Prodis Parteienbündnis L’Unione knapp gewonnen wurden, sprachen sich einige Mitglieder der Mitte-rechts-Parteien für eine Senatspräsidentschaft Andreottis aus, da dieser als Mittler in der zunehmenden Spaltung zwischen linken und rechten Kräften fungieren könne. Im April 2006 bewarb sich Andreotti für das noch regierende Parteienbündnis Casa delle Libertà von Ministerpräsident Berlusconi um das Amt des Senatspräsidenten. Er erhielt im ersten Wahlgang 140 Stimmen und damit nicht die erforderliche absolute Mehrheit; jedoch fiel auch sein Gegenkandidat Franco Marini von den Linken mit 157 Stimmen zunächst durch, schließlich wurde Letzterer aber dann doch gewählt. 2013 schloss sich Andreotti der Autonomiefraktion mit fünf Senatoren aus der Region Trentino-Südtirol, dem Senator aus Aosta und zwei fraktionslosen Sozialisten an.

## Mutmaßliche Verwicklung mit der Mafia
Andreotti konnte 28-mal die Aufhebung seiner parlamentarischen Immunität abwehren, erst der 29. Versuch führte zu ihrer Aufhebung. 1993 gab es erste Prozesse wegen Andreottis angeblicher Mafiabegünstigungen. Der Mafioso Calogero Ganci, der den Mord an Carlo Alberto Dalla Chiesa plante, sagte 1993 aus, damit habe die Mafia Andreotti wegen der von Dalla Chiesa weiter verfolgten Affäre um die Ermordung Aldo Moros einen Dienst erwiesen. Unmittelbar nach der Ermordung Dalla Chiesas waren die Ermittlungsakten zum Aldo-Moro-Fall entwendet worden. Der erste Prozess um die Ermordung des Journalisten Carmine („Mino“) Pecorelli am 20. März 1979 endete im September 1999 nach drei Jahren mit einem Freispruch. In zweiter Instanz wurde Andreotti zusammen mit dem Mafia-Boss Gaetano Badalamenti am 17. November 2002 zu 24 Jahren Haft verurteilt. Das Gericht sah es als erwiesen an, dass Andreotti den Auftrag zum Mord gegeben hatte. Dieses Urteil wurde in der Berufungsverhandlung am 2. Mai 2003 wegen Mangels an Beweisen aufgehoben. Im selben Jahr wurde Andreotti aufgrund zwischenzeitlich eingetretener Verjährung der Tat vom Vorwurf der Verbindung zur Mafia freigesprochen.
Andreotti soll weiterhin – vergeblich – im Jahr 1976 versucht haben, mit den Schecks einer von der Mafia betriebenen Finanzierungsgesellschaft den Zusammenbruch des Bauunternehmens seiner Freunde, der Brüder Caltagirone, zu verhindern. Gaetano Caltagirone hatte in den Jahren zuvor hohe illegale Wahlkampfzuschüsse an die Andreotti-Gruppierung gezahlt. Dies soll dann den Skandal um die Italcasse ausgelöst haben. Auch soll er sich mit Michele Sindona getroffen haben, als dieser bereits polizeilich gesucht wurde.
Es wird behauptet, dass Andreotti in seiner Zeit als führender italienischer Politiker Kontakte zur sizilianischen Mafia hatte. So soll er sich im Jahr 1980 mit dem Mafiaboss Stefano Bontade getroffen haben, um gegen die Ermordung seines Parteifreundes Piersanti Mattarella zu protestieren. Im Jahre 1987 soll ein Treffen mit Salvatore Riina, dem damals mächtigsten sizilianischen Mafioso, stattgefunden haben, der zu dieser Zeit seit anderthalb Jahrzehnten flüchtig war und für etwa 1000 Morde verantwortlich gewesen sein soll.
Im Urteil des Berufungsgerichts vom 15. Oktober 2004 wurde später festgestellt, dass es keinen Beweis für ein Treffen Andreottis mit Salvatore Riina gebe. Die entsprechenden Aussagen des Kronzeugen Baldassare „Balduccio“ Di Maggio seien „konfus und widersprüchlich“.

## Regierungsämter
| Amt                                          | Mandat                                 | Regierung       |
| -------------------------------------------- | -------------------------------------- | --------------- |
| Sekretär des Ministerrates                   | 31. Mai 1947 bis 23. Mai 1948          | De Gasperi IV   |
| Sekretär des Ministerrates                   | 23. Mai 1948 bis 12. Januar 1950       | De Gasperi V    |
| Sekretär des Ministerrates                   | 27. Januar 1950 bis 16. Juli 1951      | De Gasperi VI   |
| Sekretär des Ministerrates                   | 26. Juli 1951 bis 29. Juni 1953        | De Gasperi VII  |
| Sekretär des Ministerrates                   | 16. Juli 1953 bis 2. August 1953       | De Gasperi VIII |
| Sekretär des Ministerrates                   | 17. August 1953 bis 5. Januar 1954     | Pella           |
| Innenminister                                | 18. Januar 1954 bis 30. Januar 1954    | Fanfani I       |
| Finanzminister                               | 6. Juli 1955 bis 6. Mai 1957           | Segni I         |
| Finanzminister                               | 19. Mai 1957 bis 19. Juni 1958         | Zoli            |
| Schatzminister                               | 1. Juli 1958 bis 15. Februar 1959      | Fanfani II      |
| Verteidigungsminister                        | 15. Februar 1959 bis 23. März 1960     | Segni II        |
| Verteidigungsminister                        | 25. März 1960 bis 26. Juli 1960        | Tambroni        |
| Verteidigungsminister                        | 26. Juli 1960 bis 21. Februar 1962     | Fanfani III     |
| Verteidigungsminister                        | 21. Februar 1962 bis 21. Juni 1963     | Fanfani IV      |
| Verteidigungsminister                        | 21. Juni 1963 bis 4. Dezember 1963     | Leone I         |
| Verteidigungsminister                        | 4. Dezember 1963 bis 22. Juli 1964     | Moro I          |
| Verteidigungsminister                        | 22. Juli 1964 bis 23. Februar 1966     | Moro II         |
| Minister für Industrie, Handel und Handwerk  | 23. Februar 1966 bis 24. Juni 1968     | Moro III        |
| Minister für Industrie, Handel und Handwerk  | 24. Juni 1968 bis 12. Dezember 1968    | Leone II        |
| Ministerpräsident                            | 17. Februar 1972 bis 26. Juni 1972     | Andreotti I     |
| Ministerpräsident                            | 26. Juni 1972 bis 7. Juli 1973         | Andreotti II    |
| Verteidigungsminister                        | 14. März 1974 bis 23. November 1974    | Rumor V         |
| Minister für Haushalt und Wirtschaftsplanung | 23. November 1974 bis 12. Februar 1976 | Moro IV         |
| Minister für Haushalt und Wirtschaftsplanung | 12. Februar 1976 bis 29. Juli 1976     | Moro V          |
| Ministerpräsident                            | 29. Juli 1976 bis 11. März 1978        | Andreotti III   |
| Ministerpräsident                            | 11. März 1978 bis 20. März 1979        | Andreotti IV    |
| Ministerpräsident                            | 20. März 1979 bis 4. August 1979       | Andreotti V     |
| Außenminister                                | 4. August 1983 bis 1. August 1986      | Craxi I         |
| Außenminister                                | 1. August 1986 bis 17. April 1987      | Craxi II        |
| Außenminister und Minister für Europapolitik | 17. April 1987 bis 28. Juli 1987       | Fanfani VI      |
| Außenminister                                | 28. Juli 1987 bis 13. April 1988       | Goria           |
| Außenminister                                | 13. April 1988 bis 22. Juli 1989       | De Mita         |
| Ministerpräsident                            | 22. Juli 1989 bis 12. April 1991       | Andreotti VI    |
| Ministerpräsident                            | 12. April 1991 bis 28. Juni 1992       | Andreotti VII   |

## Bonmots
Andreotti, einerseits ein tiefgläubiger Mensch, der jeden Morgen um sechs Uhr die Kirche besuchte, war andererseits in Italien auch für seine Bonmots und Ironie bekannt.
- Wenn ich in die Kirche gehe, spreche ich nicht mit Gott, nur mit dem Priester, denn Gott geht nicht wählen.[12]
- Wenn man über Andere schlecht denkt, begeht man eine Sünde, aber man trifft üblicherweise gut.[13]
- Das einzige, wofür man mich nicht für verantwortlich hält, sind die Punischen Kriege, weil ich damals noch zu jung war.[14]
- Ich liebe Deutschland so sehr, dass ich lieber zwei davon hätte.[15]

## Werke (Auswahl)
- Meine sieben Päpste. Begegnungen in bewegten Zeiten. Herder, Freiburg u. a. 1982, ISBN 3-451-19654-9.
- De Gasperi visto da vicino. Rizzoli, Mailand 1986, ISBN 88-17-36010-4.
- Ore 13: il Ministro deve morire.  Rizzoli, Mailand 1974.

## Filmische Darstellung
- Il Divo (dt.: „Der Göttliche“), Regie: Paolo Sorrentino, Italien 2008, 110 min.